# Terry Fox
Terrance Stanley "Terry" Fox  (28 tháng 7, 1958 – 28 tháng 6, 1981) là một vận động viên, nhà hoạt động nhân đạo và nhà vận động nghiên cứu ung thư người Canada. Năm 1980, với một chân bị cắt bỏ phải sử dụng chân giả, Terry Fox đã thực hiện một cuộc chạy xuyên Canada để quyên tiền và kêu gọi sự chú ý của người dân Canada với việc nghiên cứu chữa trị ung thư. Mặc dù căn bệnh ung thư di căn cuối cùng đã khiến Fox phải chấm dứt cuộc hành trình sau 143 ngày, 5.373 kilômét (3.339 mi) và không lâu sau đó đã cướp đi mạng sống của anh, những nỗ lực của Terry Fox đã đem lại một di sản lâu dài ở tầm quốc tế. Đó là Cuộc chạy Terry Fox (Terry Fox Run), vốn được tổ chức lần đầu năm 1981 tại Canada, nay đã được tổ chức thường niên ở trên 60 quốc gia với hàng triệu người tham gia. Cuộc chạy Terry Fox được coi là cuộc vận động quyên góp vốn trong một ngày cho nghiên cứu chữa trị ung thư lớn nhất thế giới, trên 500 triệu đô la Canada đã được quyên góp từ hoạt động này.
Fox là một vận động viên chạy việt dã và bóng rổ ở trường phổ thông của anh tại Port Coquitlam, British Columbia và sau đó là tại Đại học Simon Fraser. Người ta phải cắt cụt chân phải của Fox vào năm 1977 sau khi anh bị chẩn đoán mắc xacôm xương, một thể ung thư xương, tuy nhiên Terry Fox vẫn tiếp tục chạy với chân giả, anh còn chơi cho đội bóng rổ xe lăn ở Vancouver và giành ba chức vô địch quốc gia.
Năm 1980, Terry Fox bắt đầu cuộc chạy Marathon Hy vọng (Marathon of Hope), đây là cuộc chạy xuyên Canada để quyên tiền cho hoạt động nghiên cứu chữa trị ung thư. Fox hy vọng rằng anh sẽ quyên được 1 đô la từ mỗi người dân trong 24 triệu dân Canada lúc đó. Khởi đầu với không nhiều sự chú ý từ công chúng, Fox xuất phát từ St. John's, Newfoundland vào tháng 4 và hằng ngày chạy qua quãng đường tương đương một cuộc chạy marathon. Khi Fox đến Ontario thì anh đã trở thành một ngôi sao của quốc gia, anh xuất hiện nhiều lần trước công chúng cùng các thương gia, vận động viên và chính trị gia trong nỗ lực quyên tiền. Terry Fox buộc phải ngừng cuộc chạy của anh ở ngoại ô thành phố Thunder Bay vào cuối tháng 9 cùng năm, khi ung thư đã di căn tới phổi. Những hy vọng vượt qua căn bệnh và hoàn thành cuộc hành trình của Terry Fox chấm dứt khi anh qua đời 9 tháng sau đó vào ngày 28 tháng 6 năm 1981.
Fox là người trẻ nhất trong lịch sử Canada được trao Huân chương Canada (Companion of the Order of Canada), danh hiệu cao quý nhất trong số các danh hiệu không phải là phần thưởng cá nhân của Chế độ quân chủ Canada. Năm 1980 anh được trao Giải Lou Marsh (Lou Marsh Award), giải thưởng dành cho vận động viên thể thao của năm tại Canada, và anh được vinh danh là Canada's Newsmaker of the Year (Người nổi bật nhất truyền thông Canada của năm) trong hai năm liên tiếp 1980 và 1981. Được xem là một anh hùng của dân tộc, rất nhiều tòa nhà, con đường và công viên tại Canada đã được đặt theo tên của Terry Fox để vinh danh anh.

## Tiểu sử
Terry Fox sinh ngày 28 tháng 7 năm 1958 tại Winnipeg, Manitoba trong gia đình của ông bà Rolly và Betty Fox. Rolly là một công nhân bẻ ghi của Công ty Đường sắt Quốc gia Canada (Canadian National Railway). Terry có một anh trai - Fred, một em trai - Darrell, và một em gái - Judith. Gia đình Terry Fox chuyển tới Surrey, British Columbia năm 1966 và sau đó định cư tại Port Coquitlam năm 1968. Bố mẹ của Terry là những người hết lòng chăm lo cho gia đình, và bà Betty Fox luôn dành sự che chở đặc biệt cho các con của mình; chính thông qua bà mà Terry Fox đã hình thành quyết tâm mạnh mẽ đối với bất cứ nhiệm vụ gì mà anh đã cam kết thực hiện. Bố của Terry nhớ lại rằng anh là người có tính ganh đua rất cao, anh ghét thua cuộc tới mức mà Terry sẽ tiếp tục làm một việc gì đó tới tận khi anh thành công.
Terry Fox là người rất ham mê thể thao, ngay từ bé Terry đã chơi bóng đá, bóng bầu dục và bóng chày. Anh thích thú nhất là môn bóng rổ và tuy thời đó chỉ cao chừng 1,5 mét và chơi không giỏi, Fox vẫn nỗ lực vào được đội tuyển bóng rổ của trường vào năm lớp 8. Giáo viên thể dục và huấn luyện viên bóng rổ của Terry Fox tại Trường trung học cơ sở Mary Hill (Mary Hill Junior High School) cảm thấy rằng Terry thích hợp hơn với môn chạy đường dài và khuyến khích anh luyện tập môn thể thao này. Fox không có chút hứng thú nào với chạy việt dã, nhưng anh vẫn luyện tập nó vì anh tôn trọng huấn luyện viên của mình và muốn làm ông hài lòng. Terry vẫn quyết tâm tiếp tục chơi bóng rổ, mặc dù anh chỉ là dự bị cuối cùng của đội. Trong mùa giải năm lớp 8, Terry chỉ được chơi duy nhất một phút nhưng anh đã dành cả mùa hè để cải thiện trình độ chơi bóng rổ của mình. Lên lớp 9 thì Terry Fox đã được chơi trong đội hình chính thức và đến lớp 10 thì đã có một vị trí trong đội hình xuất phát. Đến lớp 12 thì Terry Fox giành giải Vận động viên của năm của trường phổ thông của anh bên cạnh người bạn thân Doug Alward.
Mặc dù ban đầu Terry Fox không chắc việc anh có muốn vào đại học hay không, mẹ anh đã thuyết phục con trai đăng ký vào Đại học Simon Fraser, tại đây Terry học ngành Khoa học vận động (kinesiology) để trở thành một giáo viên thể dục. Terry cũng thử sức với tuyển trẻ bóng rổ của trường, nhờ sự quyết tâm của mình mà anh đã có được vị trí cao hơn những vận động viên trội hơn về thể chất.
Ngày 12 tháng 11 năm 1976, trên đường lái xe về nhà tại Port Coquitlam, Terry Fox mất tập trung vì công trình xây dựng cầu ở gần đó và đâm vào đuôi một chiếc xe bán tải. Mặc dù xe của Terry bị hỏng hoàn toàn nhưng anh chỉ bị đau ở đầu gối phải. Tới tháng 12 thì anh lại cảm thấy đau nhức nhưng vẫn bỏ qua nó cho tới hết mùa bóng rổ. Đến tháng 3 năm 1977 thì chỗ đau đã trở nên dữ dội và Terry Fox phải tới bệnh viện, nơi anh bị chẩn đoán mắc Xacôm xương, một thể ung thư thường khởi phát gần đầu gối. Fox tin rằng tai nạn ô tô đã làm suy yếu đầu gối của anh và khiến nó dễ bị tổn thương bởi bệnh tật mặc dù các bác sĩ của anh đã lập luận rằng không hề có một mối quan hệ nào như vậy. Người ta nói với Terry rằng chân phải của anh phải bị cắt bỏ, bản thân Terry sẽ phải trải qua trị liệu hóa chất và rằng những tiến bộ y học giúp anh có 50% cơ hội sống sót. Fox được biết rằng chỉ 2 năm trước thôi thì cơ hội sống sót trong trường hợp như anh chỉ là 15%, sự cải thiện cơ hội sống sót đã gây ấn tượng cho Terry về giá trị của việc nghiên cứu chữa trị ung thư.
Chỉ ba tuần sau khi chân phải bị cắt bỏ, Terry Fox đã đi lại với sự giúp đỡ của chiếc chân giả. Sau đó anh tiến tới tập chơi golf cùng bố mình. Các bác sĩ đã ấn tượng với quan điểm tích cực của Terry và đánh giá rằng nó đã góp phần vào sự phục hồi nhanh chóng của anh. Terry Fox đã phải trải qua 16 tháng trị liệu hóa chất, anh coi quãng thời gian lưu lại cơ sở của Cơ quan Kiểm soát Ung thư British Columbia là quãng thời gian khó khăn khi mà Terry phải chứng kiến những người bạn cũng là bệnh nhân ung thư như anh phải chịu đau đớn và qua đời vì căn bệnh này. Fox kết thúc giai đoạn trị liệu với một mục đích mới: Anh cảm thấy mình mắc nợ những tiến bộ y học cho sự tồn tại của mình và hy vọng rằng mình sẽ sống sao cho giúp được những người khác tìm thấy động lực sống.
Mùa hè năm 1977 Rick Hansen, lúc đó đang làm việc cho Hiệp hội Thể thao Xe lăn Canada (Canadian Wheelchair Sports Association), đã mời Terry Fox thử chơi cho đội bóng rổ xe lăn của anh. Mặc dù đang phải trải qua trị liệu hóa chất vào thời điểm đó, năng lượng của Fox vẫn làm Hansen phải ấn tượng. Chỉ chưa đầy hai tháng học chơi môn thể thao này, Foxx đã được gọi vào đội tuyển tham gia giải vô địch quốc gia ở Edmonton. Terry đã giành được 3 danh hiệu vô địch quốc gia cùng đội bóng này, và được bầu chọn vào đội hình ngôi sao (all-star) bởi Hiệp hội Bóng rổ Xe lăn Bắc Mỹ (North American Wheelchair Basketball Association) vào năm 1980.

## Marathon Hy vọng

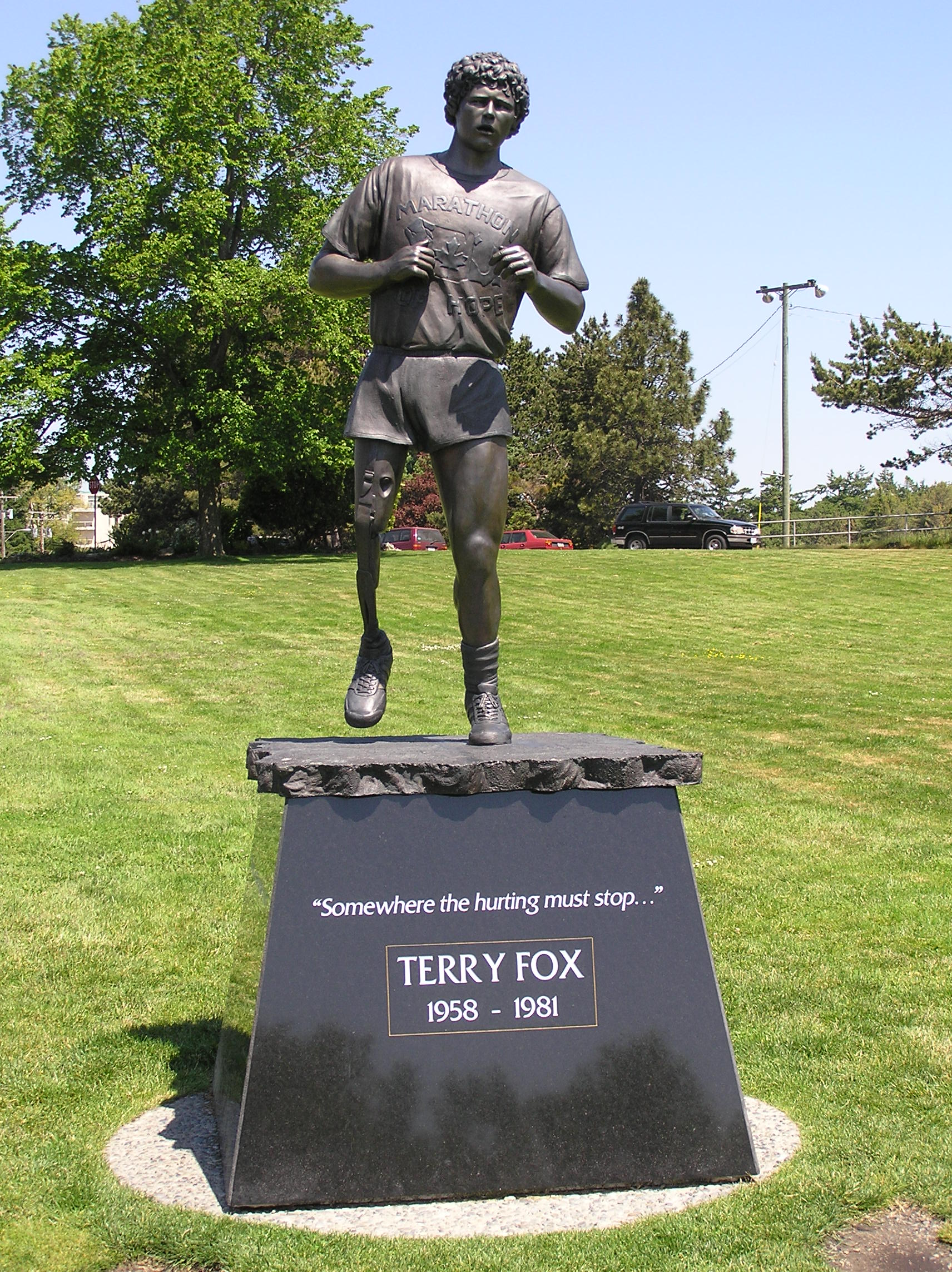
Tượng Terry Fox tại Công viên Beacon Hill, Victoria, British Columbia

Đêm trước cuộc phẫu thuật ung thư, Terry Fox nhận được một bài báo về Dick Traum, người cụt chân đầu tiên hoàn thành cuộc chạy Marathon New York. Có được cảm hứng từ bài báo, Terry đã theo đuổi một chương trình luyện tập kéo dài 14 tháng, Terry nói với gia đình rằng anh có dự định tự mình hoàn thành một cuộc chạy marathon. Riêng mình, Terry có một kế hoạch rộng hơn nhiều, những kinh nghiệm ở bệnh viện đã khiến Terry Fox tức giận vì số tiền ít ỏi được dành cho những nghiên cứu về ung thư. Anh dự định chạy xuyên Canada với hy vọng thúc đẩy được sự quan tâm của công chúng tới căn bệnh ung thư, một mục tiêu mà ban đầu Terry chỉ tiết lộ cho người bạn Doug Alward.
Fox có một dáng chạy bất thường, vì anh phải nhảy lò cò trên chiếc chân còn tốt do các lò xo ở chiếc chân giả cần thời gian để hồi phục sau mỗi bước chạy. Đối với Terry Fox giai đoạn luyện tập là quãng thời gian đau đớn vì áp lực phụ mà anh phải đặt lên cả chiếc chân còn tốt và phần chân cụt đã làm xây xước xương, rộp da và cơn đau nhức nhối. Terry nhận ra rằng cứ sau khoảng 20 phút chạy, anh lại vượt qua được ngưỡng đau và cuộc chạy trở nên dễ dàng hơn.
Tháng 8 năm 1979, Fox hoàn thành một cuộc chạy marathon ở Prince George, British Columbia. Anh về đích cuối cùng, sau người chạy gần nhất tới 10 phút, nhưng những nỗ lực của Terry đã được đón nhận bằng những tràng pháo tay và cả nước mắt từ những người tham gia thi. Sau cuộc chạy này, Terry đã tiết lộ toàn bộ kế hoạch của mình cho gia đình. Mẹ anh đã can ngăn khiến cho anh tức giận, mặc dù sau đó bà đã ủng hộ kế hoạch của Terry. Bà nhớ lại: "Thằng bé nói, 'Con đã nghĩ rằng mẹ sẽ là một trong những người đầu tiên tin tưởng con.' Và tôi đã không tin tưởng nó. Tôi là người đầu tiên làm nó thất vọng". Ban đầu Fox hy vọng rằng anh sẽ quyên được 1 triệu đô la nhưng sau đó anh dự định quyên được 1 đô la từ mỗi người dân Canada, đất nước có 24 triệu dân vào lúc đó.

### Chuẩn bị
Ngày 15 tháng 10 năm 1979, Fox gửi một lá thư cho (Hội Ung thư Canada) (Canadian Cancer Society) trong đó anh tuyên bố mục tiêu của mình và đề nghị được hỗ trợ kinh phí. Anh nói rằng mình sẽ "chiến thắng" sự tàn tật của bản thân, và hứa sẽ hoàn thành cuộc chạy, ngay cả khi anh phải "bò đi những dặm cuối cùng". Để giải thích lý do tại sao anh muốn quyên tiền cho nghiên cứu, Fox mô tả lại kinh nghiệm của bản thân về quá trình điều trị ung thư:
Tôi sớm nhận ra rằng đó mới chỉ là một nửa cuộc hành trình của mình, dù tôi đã vượt qua 16 tháng thử thách cam go về cả thể chất và tinh thần với biện pháp hoá trị. Cảm giác bị xúm quanh và bị đẩy vào phòng khám ung thư dựng tôi dậy. Có những gương mặt mỉm cười can đảm, và những người đã mỉm cười buông xuôi. Có những cảm giác của hy vọng bị từ chối, và những cảm giác tuyệt vọng. Cuộc hành trình của tôi sẽ không phải là một cuộc hành trình cho cá nhân tôi. Tôi không thể bước đi khi biết những gương mặt và những cảm giác ấy vẫn tồn tại, mặc dù tôi được tự do làm như vậy. Phải ngăn được những nỗi đau ở đâu đó... và tôi quyết định đem mình hiến dâng cho lý tưởng này.

Fox không đưa ra lời hứa nào về việc những nỗ lực của anh sẽ dẫn đến chữa khỏi ung thư, nhưng anh kết thư bằng những lời sau: "Chúng tôi cần sự giúp đỡ của các ông. Bệnh nhân trong các phòng khám ung thư trên khắp thế giới cần những người tin vào điều kì diệu. Tôi không phải một kẻ mộng mơ, và tôi không nói rằng nó sẽ khởi đầu cho một câu trả lời dứt khoát hay một liệu pháp chữa lành căn bệnh này. Tôi tin vào những điều kì diệu. Tôi phải tin tưởng." Hội Ung thư tỏ ra hoài nghi về quyết tâm của Fox, nhưng đồng ý hỗ trợ anh một khi anh có được nhà tài trợ và yêu cầu anh phải lấy giấy chứng nhận y tế từ một chuyên gia tim mạch rằng anh đủ khả năng thực hiện cuộc chạy. Fox được chẩn đoán mắc (phình to tâm thất trá)) - bệnh tim lớn - một căn bệnh mà các vận động viên thường mắc phải. Các bác sĩ đã cảnh báo Fox về những nguy hiểm tiềm tàng mà anh phải đối mặt, mặc dù họ không coi căn bệnh của anh là một mối lo đáng kể. Các bác sĩ đã tán thành việc Terry tham gia chạy sau khi anh hứa sẽ dừng lại ngay khi cảm thấy có bất kì vấn đề nào về tim.
Một bức thư thứ hai được gửi tới một số công ty để tìm kiếm tài trợ cho xe cộ, giày chạy và những chi phí khác của cuộc chạy. Fox còn gửi những lá thư khác để tìm kiếm hỗ trợ tài chính nhằm mua một chiếc chân giả chuyên cho hoạt động chạy. Anh tiến hành việc đó trong nỗi biết ơn vì mình đã sống sót sau khi tiếp nhận điều trị. "Tôi nhớ hứa với bản thân rằng, tôi phải sống, tôi phải đứng dậy để đối mặt với thử thách mới (gây quỹ cho hoạt động nghiên cứu bệnh ung thư) này và chứng tỏ rằng mình xứng đáng với cuộc sống, một điều mà quá nhiều người coi là hiển nhiên." Công ty xe hơi Ford ủng hộ bằng một chiếc campervan (ô tô trang bị như nhà ở lưu động) trong khi Imperial Oil tài trợ nhiên liệu, và Adidas cung cấp giày chạy. Fox từ chối bất cứ công ty nào yêu cầu anh quảng cáo sản phẩm của họ, anh cũng không nhận bất cứ khoản quyên góp có điều kiện nào, anh nhấn mạnh rằng không ai được thu lợi từ cuộc chạy của mình.

### Chạy dọc Canada

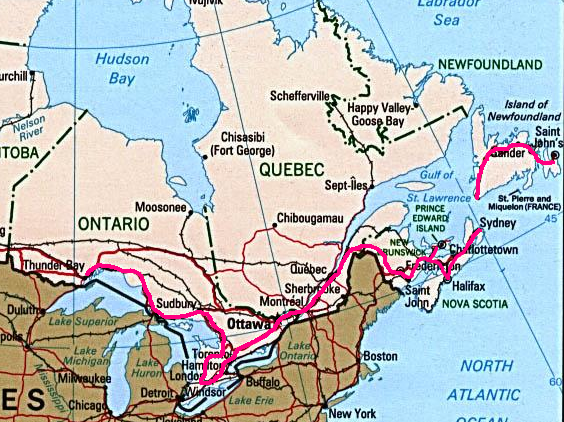
Chặng đường chạy của Terry Fox ở Đông Canada. Anh xuất phát ở St. John's trên bờ biển phía Đông và chạy về hướng Tây.

Cuộc chạy marathon của Terry Fox bắt đầu vào ngày 12 tháng 4 năm 1980 khi Fox nhúng chân vào nước biển (Đại Tây Dương) ở gần St. John's, Newfoundland và đổ đầy hai chai nước biển với mục đích giữ một chai làm kỉ niệm và chai kia thì đổ xuống (Thái Bình Dươn)) khi kết thúc hành trình ở Victoria, British Columbia. Người hỗ trợ Terry trong hành trình này là Doug Alward, anh lái một chiếc xe ô tô chạy theo Fox và nấu ăn cho bạn mình.
Trong những ngày đầu tiên của cuộc chạy, Fox đã phải đối mặt với gió mạnh, mưa lớn và cả một cơn bão tuyết. Ban đầu Terry Fox tỏ ý thất vọng về sự hưởng ứng mà anh nhận được, nhưng rồi sự động viên đã đến với Terry khi anh chạy tới Port aux Basques, Newfoundland, thành phố 10.000 dân này đã tặng cho anh món tiền quyên góp trị giá trên 10.000 đô la. Trong suốt cuộc hành trình, Fox thường xuyên biểu lộ sự tức giận và thất vọng đến những điều mà anh coi có thể đe dọa cuộc chạy, và anh thường xuyên gây gổ với người bạn Alward. Khi hai người tới Nova Scotia thì họ chỉ còn hiếm khi trò chuyện với nhau và quyết định sắp xếp cho người em trai sôi nổi của Fox là Darrell, lúc đó 17 tuổi, tham gia làm trợ tá. Fox rời các tỉnh ven biển ngày 10 tháng 6 và đối mặt với những thử thách mới khi đi vào Québec, đó là việc cả đoàn không có khả năng nói tiếng Pháp và những tài xế ô tô liên tục buộc Terry phải rời khỏi đường cái. Fox tới Montréal ngày 22 tháng 6, tới lúc này anh đã hoàn thành được một phần ba hành trình dài 8.000 km của mình và đã quyên được trên 200.000 đô la. Terry quyết định lưu lại Montréal vài ngày vì Hội Ung thư Canada đã thuyết phục được anh rằng nếu Terry tới Ottawa vào đúng Ngày Canada thì việc đó sẽ hỗ trợ những nỗ lực quyên góp.

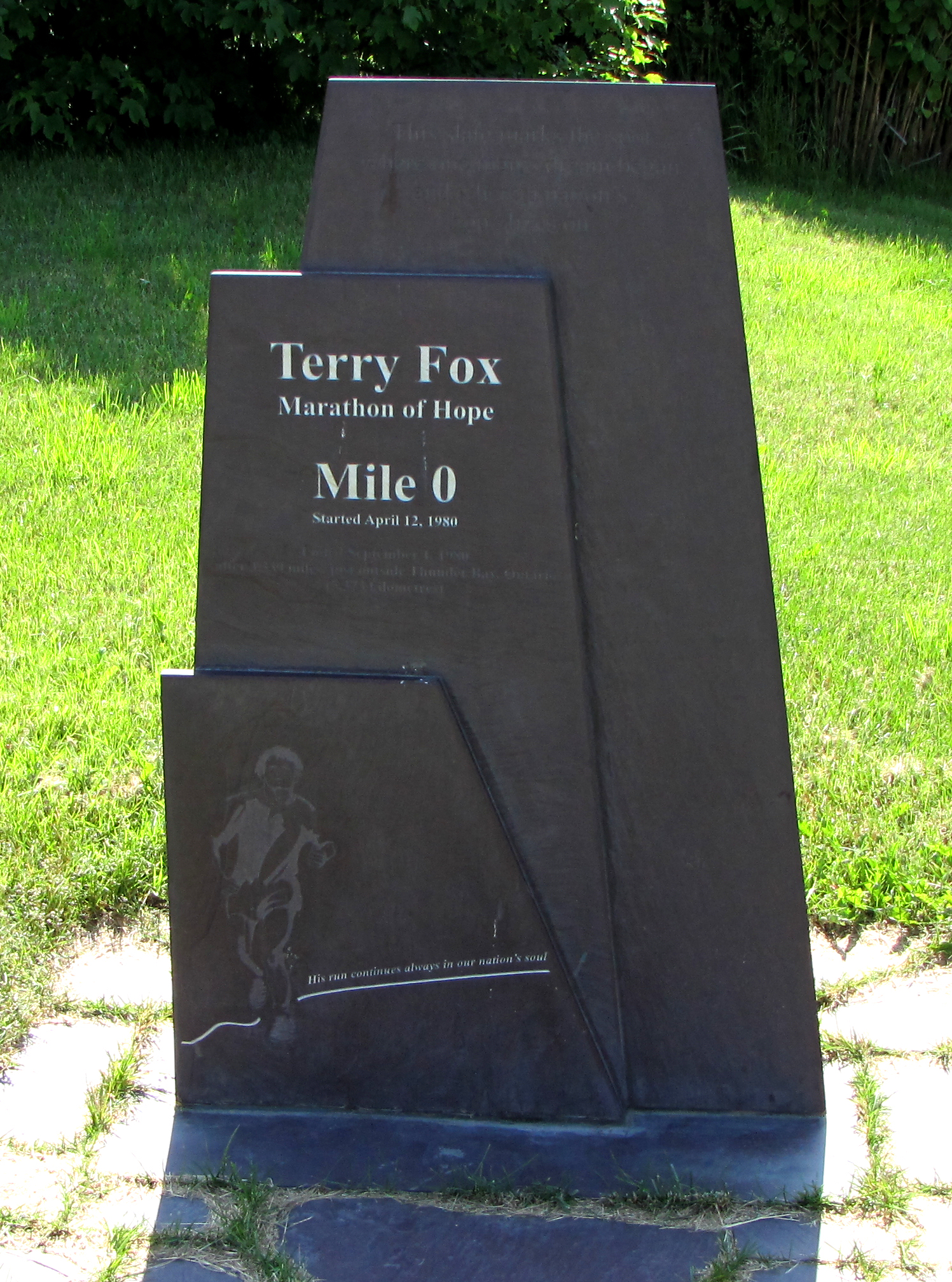
Bia tưởng niệm tại Mốc dặm 0 (Mile 0) của cuộc hành trình tại St. John's.

Fox đi vào địa phận bang Ontario tại thành phố Hawkesbury vào ngày thứ Bảy cuối cùng của tháng 6. Anh được chào đón bởi một ban kèn đồng và hàng nghìn người dân đứng hai bên đường cổ vũ, trong khi Cảnh sát tỉnh bang Ontario cử đội hộ tống Fox trong suốt chặng đường của anh ở bang này. Bất chấp cái nóng oi ả của mùa hè, Terry vẫn tiếp tục chạy mỗi ngày 42 km. Khi tới Ottawa, Fox đã gặp Toàn quyền Canada Edward Schreyer và Thủ tướng Canada Pierre Trudeau, anh cũng là khách mời danh dự của nhiều sự kiện thể thao tại thành phố này. Trước 16.000 người hâm mộ, anh đã thực hiện cú đá mở màn tại một trận đấu của Giải bóng bầu dục Canada (Canadian Football League) và được cả sân vận động dành cho một tràng pháo tay cổ vũ. Nhật ký của Fox đã ghi lại sự hào hứng ngày một tăng của anh với sự đón nhận mà anh có được và Terry bắt đầu hiểu được rằng những nỗ lực của anh đã là người dân Canada cảm động sâu sắc tới mức nào.
Tại Toronto một đám đông 10.000 người đã tập hợp để chào đón Terry Fox, tại đây anh đã được vinh danh trên Quảng trường Nathan Phillips. Khi anh chạy tới quảng trường, rất nhiều người đã hòa cùng cuộc chạy của Terry, trong đó có Darryl Sittler, ngôi sao của Giải khúc côn cầu trên băng Bắc Mỹ (National Hockey League - NHL), Sittler đã tặng Terry Fox chiếc áo đấu của anh trong trận đấu của các ngôi sao NHL (All-Star Game) năm 1980. Hội Ung thư Canada ước tính rằng chỉ riêng trong ngày hôm đó hội đã nhận được số tiền quyên góp khoảng 100.000 đô da. Khi Terry Fox tiếp tục chạy xuyên qua phía Nam Ontario, anh đã gặp Bobby Orr, một vận động viên nổi tiếng của NHL, Orr đã tặng Terry một tấm séc trị giá 25.000 đô la, Terry coi cuộc gặp gỡ này là điểm nhấn trong chuyến đi của anh.
Fox speaking outside of Ottawa
Cùng với danh tiếng ngày một lớn của Fox, Hội Ung thư Canada đã sắp xếp cho anh tham gia nhiều buổi lễ và phát biểu nhiều diễn văn hơn. Fox đã cố gắng xem xét bất cứ đề nghị nào mà anh tin là có thể giúp quyên tiền, bất kể quãng đường mà anh phải chạy thêm dài thế nào. Tuy nhiên Terry sẵn sàng nổi giận với bất cứ hành động nào mà anh coi là sự xâm phạm của truyền thông vào đời tư, ví dụ khi tờ Toronto Star thông báo rằng Terry Fox đã có một buổi hẹn hò. Fox rơi vào trạng thái không chắc chắn rằng mình có thể tin tưởng vào truyền thông hay không sau khi những bài báo mang tính tiêu cực xuất hiện, trong đó có một bài của tờ Globe and Mail trong đó anh được mô tả như một người "anh trai bạo ngược" ("tyrannical brother") ăn nói tàn tệ với em trai Darrell và quả quyết rằng Terry tham gia chạy vì anh có mối thù với người bác sĩ đã chẩn đoán sai căn bệnh của Terry, một luận điệu mà Terry Fox coi là "rác rưởi".
Đòi hỏi thể lực của việc chạy một quãng đường tương đương cuộc chạy marathon mỗi ngày đã làm cơ thể Fox tổn thương nặng nề. Nếu không tính những ngày dừng lại ở Montréal theo đề nghị của Hội Ung thư Canada, Terry từ chối một ngày nghỉ, kể cả vào ngày sinh nhật lần thứ 22 của anh. Terry Fox thường xuyên phải chịu đựng hội chứng áp lực xương ống chân giữa (shin splints) và một đầu gối sưng tấy. Anh tiếp tục bị rộp phần mỏm cụt và thấy chóng mặt. Có lúc, anh phải chịu đựng cơn đau mắt cá dai dẳng. Mặc dù anh sợ rằng mình đang bị rạn xương, anh vẫn chạy thêm 3 ngày nữa trước khi tìm kiếm sự hỗ trợ y tế, và sau đó nhẹ nhõm khi biết rằng mình chỉ bị viêm gân và có thể dùng thuốc giảm đau điều trị. Fox bỏ qua những lời kêu gọi anh đi kiểm tra y tế thường xuyên và bác bỏ những ý kiến cho rằng anh đang mạo hiểm với sức khoẻ của chính mình trong tương lai.
Dù khả năng phục hồi của anh rất tốt, đến cuối tháng 8, Fox nhận thấy anh bị kiệt sức trước khi bắt đầu ngày chạy. Ngày 1 tháng 9, bên ngoài vịnh Thunder, anh buộc phải dừng lại một lúc sau khi bị ho dữ dội và đau ngực. Không biết phải làm gì, anh lại tiếp tục chạy khi đám đông dọc đường vẫn hò reo cổ vũ. Sau vài dặm, vẫn thấy hụt hơi và đau ngực, anh yêu cầu Alward lái xe đưa mình đến bệnh viện. Anh ngay lập tức sợ rằng mình đã vừa chạy những bước cuối cùng. Ngày hôm sau, Fox tổ chức một cuộc họp báo đầy nước mắt, thông báo rằng bệnh ung thư của anh đã tái phát và di căn lên phổi. Anh buộc phải ngừng chạy sau 143 ngày và 5373 km. Fox từ chối những lời đề nghị chạy thay và tuyên bố rằng anh muốn tự mình hoàn thành cuộc marathon của mình.

## Cuộc chạy bộ Terry Fox hàng năm tại TP.Hồ Chí Minh

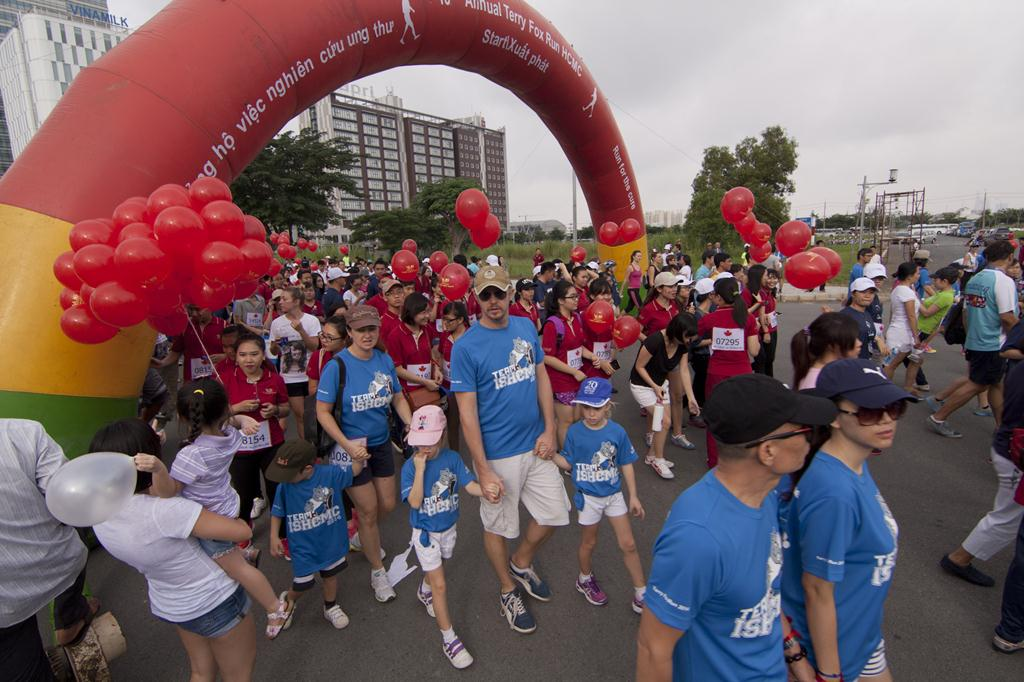
Cuộc chạy bộ Terry Fox tại TP Hồ Chí Minh năm 2014

Hàng năm, Tổng lãnh sự quán Canada tại TP Hồ Chí Minh phối hợp với Trường Quốc tế Canada, Phòng Thương mại Canada tại Việt Nam và Liên hiệp Các tổ chức hữu nghị TP Hồ Chí Minh tổ chức cuộc chạy bộ Terry Fox để gây quỹ phòng chống ung thư
- Cuộc chạy Terry Fox lần thứ 14 (2010) đã thu hút 9,200 người tham gia và gây quỹ được hơn 40,500 USD (850,000,000 VND). Nhờ có số tiền này, một máy siêu âm đã được đầu tư thêm tại Bệnh viện Ung bướu Thành phố Hồ Chí Minh để hỗ trợ cho hoạt động nghiên cứu và điều trị ung thư tại Việt Nam
- Cuộc chạy bộ Terry Fox lần thứ 16 sẽ được tổ chức vào Chủ nhật, 25 tháng 11 năm 2012 tại khu Crescent Plaza, Phú Mỹ Hưng, Quận 7, Thành phố Hồ Chí Minh